# Résolution 1835 du Conseil de sécurité des Nations unies
Membres permanents
- Chine
- États-Unis
- France
- Royaume-Uni
- Russie

Membres non permanents
- Afrique du Sud
- Burkina Faso
- Belgique
- Costa Rica
- Croatie
- Indonésie
- Italie
- Libye
- Panama
- Viet Nam

Résolution no 1834 Résolution no 1836
La résolution 1835 du Conseil de sécurité des Nations unies a été adoptée à l'unanimité par le Conseil de sécurité des Nations unies le 27 septembre 2008. Cette résolution répondait au rapport du 15 septembre de l’Agence internationale de l'énergie atomique (AIEA) qui déclarait que l’Iran n’avait pas suspendu les activités liées à l’enrichissement de l’uranium. La résolution a réaffirmé quatre résolutions antérieures du Conseil de sécurité: la 1696 (de 2006), la 1737 (de 2006), la 1747 (de 2007) et la 1803 (en) (de 2008).

## Contexte
Le 15 septembre 2008, l'Agence internationale de l'énergie atomique (AIEA) a publié un rapport sur l'application des règlements du Traité de non-prolifération nucléaire (TNP) en Iran. Le rapport a également enquêté sur l'acquiescement de l'Iran aux résolutions 1737, 1747 et 1803. Le rapport a conclu que l'Iran poursuivait sa voie de non-respect. En outre, le rapport comprenait deux constatations importantes sur la non-conformité de l'Iran. Le rapport a constaté que l’Iran faisait des progrès significatifs dans le développement et l’exploitation de ses centrifugeuses, et que le pays continuait de résister aux efforts visant à faire la lumière sur son travail présumé d’armes nucléaires.

## Conseil
La réunion du Conseil de sécurité de l'ONU a eu lieu le 27 septembre 2008. Les pays P5+1 (les États-Unis, le Royaume-Uni, la France, l'Allemagne, la Russie et la république populaire de Chine) ont proposé la résolution. Elle a été adoptée à l'unanimité. La réunion a duré de 16h05 à 16h10. Le représentant de l’Indonésie a voté en faveur de la résolution bien qu’il ait fait une déclaration avant le vote. Le représentant, qui s'était abstenu de voter pour la résolution 1803 en 2008, a déclaré que l'Indonésie soutenait la résolution parce qu'elle ne prévoyait pas de sanctions supplémentaires contre l'Iran. Il a souligné le désir de l'Indonésie pour une solution négociée, une solution qui fournisse des incitations et non des « découragements » à l'Iran.

## Réactions

### Iran
L'Iran a rejeté la résolution, affirmant que son développement d'uranium était à des fins pacifiques et qu'il n'allait pas mettre fin à ses programmes d'enrichissement d'uranium. Le président de l'Iran, Mahmoud Ahmadinejad a annoncé que son pays résisterait aux « pouvoirs d'intimidation » essayant d'empêcher le développement nucléaire en Iran. Le négociateur en chef du nucléaire, Saeed Jalili, a déclaré à la télévision iranienne que la résolution ne ferait qu'encourager la « méfiance » en déclarant : « Ces résolutions ne sont pas constructives. Ce qu'elles doivent faire est d'attirer la confiance de la nation iranienne grâce à une coopération constructive et engagement collectif ».

### États-Unis
Condoleezza Rice, la secrétaire d'État des États-Unis, a déclaré le soutien des États-Unis à la résolution en affirmant que c'était une étape positive qui confirmait la détermination de la communauté internationale et du P5+1. Elle a également déclaré que la résolution permettait « aux Iraniens de savoir que l'unité est très forte ».

### Russie
Vitali Tchourkine, le représentant de la Russie à l'ONU, a affirmé que l'idée de la résolution venait de son pays. La semaine précédant l'adoption de la résolution, le ministre russe des Affaires étrangères Sergueï Lavrov s'est retiré des pourparlers sur le programme nucléaire iranien. En outre, Lavrov a déclaré que la Russie croyait que la résolution contribuait à la poursuite de « l'objectif principal » du P5+1, qui est « d'aider l'AIEA à s'assurer qu'il n'y a pas de dimension militaire au programme nucléaire en Iran ».

## Résiliation
Les dispositions de la résolution 1835 ont été supprimées par la résolution 2231 du Conseil de sécurité des Nations unies à la suite du Plan d'action global commun du 16 janvier 2016.